# ナンヨウチヌ
ナンヨウチヌ (Pacific seabream) は台湾や海南島、香港からオーストラリア北部にかけてに生息するチヌ、クロダイ。
日本では琉球列島に生息する。内湾や河口域を好み、淡水にも入る。全長約50cm。

## 形態
クロダイの仲間の中でも体高が高め。尾びれは丸く切れ込む。背鰭棘条部中央線上方横列鱗 (背びれと側線の間の鱗の数) は3.5枚。すべてのヒレが黒い。吻は尖らず丸みを帯びている。キチヌと比べるとやや寸詰まりの体型。甲殻類、貝類、環形動物、小魚、海藻等幅広く捕食する。

## 人間との関わり
東南アジアでは食用魚として漁獲されている。日本やオーストラリアなどで釣りの対象魚として人気である。